# Toni Cathomen
Toni Cathomen (* 12. August 1966) ist ein Schweizer Molekularbiologe. Seit 2012 ist er Professor für Zell- und Gentherapie an der Medizinischen Fakultät der Albert-Ludwigs-Universität Freiburg und Direktor des Instituts für Transfusionsmedizin und Gentherapie am Universitätsklinikum Freiburg. Er forscht über Möglichkeiten der Gentherapie und des therapeutischen Genome Editing mit sogenannten Genscheren, wie TALEN und CRISPR-Cas.

## Leben
Cathomen studierte Biologie an der Universität Zürich. 1997 promovierte er in Zürich bei Roberto Cattaneo über das Thema Functional Analysis of Measles Virus Envelope Assembly. Anschließend war er Postdoc bei Matthew D. Weitzman am Salk Institute. Von 2003 bis 2009 war Cathomen Juniorprofessor für Molekulare Virologie an der Berliner Charité und von 2009 bis 2012 Professor für Genmodifikation somatischer Zellen an der Medizinischen Hochschule Hannover. Seit 2012 forscht und lehrt er als Professor an der Albert-Ludwigs-Universität Freiburg.

## Veröffentlichungen (Auswahl)
- wissenschaftliche Publikationen in PubMed

Veröffentlichungen in deutscher Sprache:
- mit Janbernd Kirschner (Autoren): Gentherapien bei monogenen Erbkrankheiten – Chancen und Herausforderungen. In: Deutsches Ärzteblatt 117, S.  878–885 (2020) doi:10.3238/arztebl.2020.0878
- mit Julia Klermund (Autoren): Grundlagen und klinische Anwendung der Genomeditierung. In: Monatsschrift Kinderheilkunde 168, 39–46 (2020) doi:10.1007/s00112-019-00821-x.
- mit Holger Puchta (Hrsg.): CRISPR/Cas9 – Einschneidende Revolution in der Gentechnik. Springer-Verlag GmbH Deutschland (2018) doi:10.1007/978-3-662-57441-6.
- mit Jan Pruszak, Maximilian Müller, Saskia König (Autoren): Genomeditierung in der Zell- und Gentherapie. In: Transfusionsmedizin 7, S.  149–161 (2017) doi:10.1055/s-0043-105031.
- mit Viviane Dettmer, Markus Hildenbeutel (Autoren): Genom-Editierung – neue Wege im klinischen Alltag. In: BIOspektrum 23, S.  155–158 (2017) doi:10.1007/s12268-017-0781-9.
- mit Simone A. Haas, Viviane Dettmer (Autoren): Therapeutische Genomchirurgie mit Designer-Nukleasen. In: Hämostaseologie 37, S.  45–52 (2017) doi:10.5482/HAMO-16-09-0035.
- mit Christien Bednarski (Autoren): Maßgeschneidertes Genom – Designer-Nukleasen im Einsatz. In: BIOspektrum 21, S.  22–24 (2015) doi:10.1007/s12268-015-0528-4.